# La Grande Vallée (série télévisée)
Pour les articles homonymes, voir Grande Vallée.
La Grande Vallée (The Big Valley) est une série télévisée américaine en 112 épisodes de 52 minutes, créée par A.I. Bezzerides et Louis F. Edelman et diffusée entre le 15 septembre 1965 et le 19 mai 1969 sur le réseau ABC.
En France, la série a été diffusée à partir du 27 octobre 1968 sur la deuxième chaîne de l'ORTF puis rediffusée à partir de mars 1975 dans Samedi est à vous sur TF1, en 1986 dans l'émission Sixties sur TV6, à partir du 7 septembre 1987 dans l'émission Vive la télé sur La Cinq, puis du 3 janvier 1992 au 28 août 1992  sur FR3.

## Synopsis

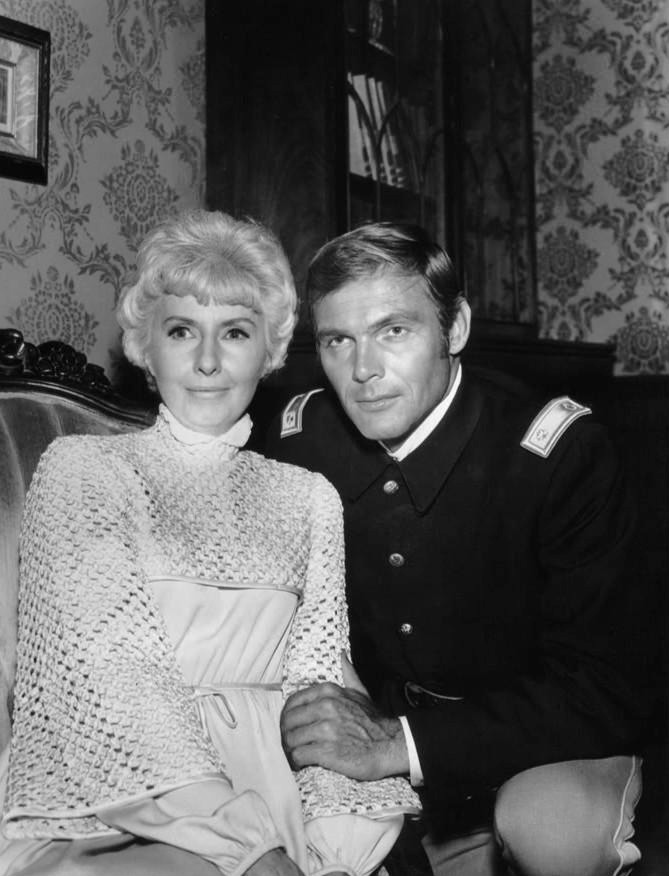
Barbara Stanwyck et Adam West dans la série en 1968.

Cette série met en scène la saga de la famille Barkley, à Stockton en Californie à la fin du XIXe siècle. Victoria Barkley, veuve énergique, dirige un ranch avec l'aide de ses trois fils, de sa fille et du fils illégitime de son époux.

## Fiche technique
- Titre original : The Big Valley
- Titre français : La Grande Vallée
- Création : A.I. Bezzerides et Louis F. Edelman
- Réalisation : Virgil W. Vogel, Bernard McEveety, Paul Henreid, Arnold Laven, Joe Mazzuca, Arthur H. Nadel, Joseph H. Lewis, Michael Ritchie, Norman S. Powell, Charles S. Dubin…
- Scénario : Ken Pettus, Mel Goldberg, Margaret Armen, Jay Simms, Harry Kronman, Arthur Browne Jr., Don Ingalls, William W. Norton, Peter Packer, Lou Morheim, John O'Dea…
- Direction artistique : Jack De Shields
- Décors : Pierre Ludlum
- Costumes : Robert B. Harris, Jack Muhs, Ed Lossman
- Photographie : Wilfrid M. Cline, Charles Burke
- Son : Don Rush
- Montage : Sherman Todd, Arthur Hilton, Desmond Marquette, Tom Rolf, Sherman A. Rose, Anthony Wollner
- Musique : George Duning, Lalo Schifrin, Elmer Bernstein, Joseph Mullendore, Herschel Burke Gilbert, Rudy Schrager
- Production : Arthur Gardner, Arnold Laven, Jules V. Levy, Lou Morheim
- Sociétés de production :  Levee-Gardner-Laven Productions, Four Star Productions, Levy-Gardner-Laven, Margate
- Sociétés de distribution : ABC, Four Star Productions
- Pays de production :   États-Unis
- Langue originale : anglais
- Format : couleur - 35 mm - 4/3 - son mono (RCA Sound Recording)
- Genre : western
- Nombre d'épisodes : 112 (4 saisons)
- Durée : 52 min.
- Dates de première diffusion : 
  - États-Unis : 15 septembre 1965 (ABC)
  - France : 27 octobre 1968 (deuxième chaîne de l'ORTF)

## Distribution
- Barbara Stanwyck (VF : Lita Recio, puis Marion Loran et Julia Dancourt) : Victoria Barkley
- Richard Long (VF : Claude Joseph, puis Christian Pélissier) : Jarrod Barkley
- Peter Breck (VF : Marcel Bozzuffi, puis Daniel Gall) : Nick Barkley
- Lee Majors (VF : Daniel Gall, puis Daniel Beretta) : Heath Barkley
- Linda Evans (VF : Monique Morisi, puis Valérie Jeannet) : Audra Barkley
- Napoleon Whiting : Silas
- Charles Briles : Eugene Barkley

## Distinctions
- Primetime Emmy Awards 1966 : Meilleure actrice dans une série dramatique pour Barbara Stanwyck

## Épisodes
Note : l'intégralité des épisodes a été doublée en français.

### Saison 1 (1965-1966)
1. Le Droit du sang (Palms of Glory) avec Vincent Gardenia (#5929)
2. Quarante Fusils (Forty Rifles) avec Andrew Duggan (#6319)
3. La Statue du père (Boots with My Father's Name) avec Jeanne Cooper (#6315)
4. L'Étalon noir (Young Marauders) avec Kevin Hagen (#6301)
5. Le Barrage  (The Odyssey of Jubal Tanner) avec Arthur O'Connell (#6311)
6. Héritage (Heritage) avec Anne Helm (#6305)
7. Terres brûlées (Winner Lose All) avec Katharine Ross (#6317)
8. Légitime Défense (My Son, My Son) avec Robert Walker Jr. (#6321)
9. Enterrés vivants (Earthquake!) avec Charles Bronson (#6323)
10. Toute la vérité (The Murdered Party) avec Warren Oates (#6325)
11. La Prairie maudite (The Way to Kill a Killer) avec Martin Landau (#6307)
12. La Nuit du loup (Night of the Wolf) avec Ron Howard (#6335)
13. La Culpabilité de Matt Bendell (The Guilt of Matt Bentell) avec Anthony Zerbe (#6327)
14. Les Intrus (The Brawlers) avec Claude Akins (#6303)
15. L'Inconnue (Judgement in Heaven) avec Lynn Loring (#6341)
16. Les Nomades (The Invaders) avec Yvonne Craig (#6309)
17. Choc en retour (By Fires Unseen) avec Diane Baker (#6339)
18. Au nom du passé (A Time to Kill) avec William Shatner (#6343)
19. Institutrice pour hors-la-loi (Teacher of Outlaws) avec Harold J. Stone (#6337)
20. Faux Coupable (Under a Dark Star) avec Bruce Dern (#6313)
21. Joyeux Anniversaire (Barbary Red) avec Jill St John (#6329)
22. L'Orangeraie (The Death Merchant) avec James Whitmore (#6331)
23. L'Aigle déchu (The Fallen Hawk) avec Marlyn Mason (#6347)
24. Recherché pour meurtre (Hazard) avec Bert Freed (#6349)
25. La Dernière Carte (Into the Widow's Web) avec King Donovan (#6333)
26. Par la force et la violence (By Force and Violence) avec Harry Dean Stanton (#6351)
27. De l'or et du plomb (The River Monarch) avec Katherine Justice (#6353)
28. Le Roi Midas (The Midas Man) avec Tom Tryon (#6355)
29. Le Tunnel (Tunnel of Gold) avec Warren Stevens (#6357)
30. Dernier train pour Sacramento (Last Train to the Fair) avec Richard Anderson (#6345)

### Saison 2 (1966-1967)
1. La Mine d'or de Charlie (The Lost Treasure) (#7010)
2. Le Légendaire Général Ruiz, 1re partie (Legend of a General, Part I) (#7014)
3. Le Légendaire Général Ruiz, 2e partie (Legend of a General, Part II) (#7016)
4. La Femme de César (Caesar's Wife) (#7006)
5. Poursuite dans le désert (Pursuit) (#7024)
6. Le Martyr (The Martyr) (#7032)
7. Le Candidat (Target) (#7008)
8. Gant de velours (The Velvet Trap) (#7020)
9. Amnésie (The Man From Nowhere) (#7034)
10. Trois hommes et un coffre-fort (The Great Safe Robbery) (#7004)
11. La Cage de fer (The Iron Box) (#7022)
12. Le Convoi de la mort lente (Last Stage to Salt Flats) (#7030)
13. Jour de haine (A Day of Terror) (#7026)
14. Et l'enfant disparaît (Hide The Children) (#7038)
15. L'Amour fugitif (Day of the Comet) (#7002)
16. Chariot de rêves (Wagonload of Dreams) (#7036)
17. Terreur sur la grande vallée (Image of Yesterday) (#7042)
18. Le Fils de l'homme (Boy into Man) (#7012)
19. La Rue des ombres (Down Shadow Street) (#7044)
20. L'Étalon sauvage (The Stallion) (#7040)
21. Le Sénateur fait mouche (The Haunted Gun) (#7046)
22. Le Prix de la victoire (Price of Victory) (#7028)
23. L'Homme de paix (Brother Love) (#7018)
24. Cour martiale (Court Martial) (#7048)
25. Pillage (Plunder at Hawk's Grove) (#7050)
26. La Partie de poker (Turn of a Card) (#7052)
27. Artiste ou Cow-boy (Showdown in Limbo) (#7054)
28. La Rose de Mesa (The Lady from Mesa) (#7056)
29. Jour de grâce (Days of Grace) (#7058)
30. Terrain miné (Cage of Eagles) (#7060)

### Saison 3 (1967-1968)
1. Joaquim (Joaquin) (#7107)
2. Embuscade (Ambush) (#7117)
3. Trouble (A Flock of Trouble) (#7111)
4. Le Temps après minuit (The Time after Midnight) (#7131)
5. Nuit dans une petite ville (Night in a Small Town) (#7121)
6. La Meurtrière (Ladykiller) (#7109)
7. Coupable (Guilty) (#7115)
8. La Disparition (The Disappearance) (#7125)
9. Une corde pour les pendre (A Noose is Waiting) (#7113)
10. Le Contre-feu, partie 1 (Explosion - Part 1) (#7127)
11. Le Contre-feu, partie 2 (Explosion - Part 2) (#7129)
12. Convoi pour Furnace Hill (Four Days to Furnace Hill) (#7119)
13. La Nuit des bourreaux (Night of the Executioner) (#7103)
14. Erreur de jugement (Journey into Violence) (#7137)
15. Le Soldat bison (The Buffalo Man) (#7133)
16. Les Gens de bien (The Good Thieves) (#7101)
17. Jours de colère (Days of Wrath) (#7139)
18. Miranda (Miranda) (#7143)
19. L'Ombre d'un géant (Shadow of a Giant) (#7141)
20. La Fin et les Moyens (Fall of a Hero) (#7123)
21. L'Empereur du riz (The Emperor of Rice) (#7135)
22. Le Fils du shérif (Rimfire) (#7105)
23. Les Chasseurs de primes (Bounty on a Barkley) (#7145)
24. La Petite Annonce (The Devil's Masquerade) (#7149)
25. À la poursuite du métis (Run of the Savage) (#7147)
26. Coup monté ou la Machination (The Challenge) (#7151)

### Saison 4 (1968-1969)
1. Une bataille secrète (In Silent Battle) (#7226)
2. On l'appelait Delilah (They Called Her Delilah) (#7216)
3. Supposée morte (Presumed Dead) (#7214)
4. Chasse gardée (Run of the Cat) (#7206)
5. Attention Danger (Deathtown) (#7234)
6. Le Mauvais Œil (The Jonah) (#7228)
7. Dilly The Kid (Hell Hath No Fury) (#7210)
8. La Longue Chevauchée (The Long Ride) (#7212)
9. Le Premier qui dégaine (The Profit and the Lost) (#7230)
10. La Couturière hors-la-loi (A Stranger Everywhere) (#7218)
11. Deux oncles d'Amérique (The Prize) (#7224)
12. La Lune de chasse (Hunter's Moon) (#7220)
13. La Machination (Top of the Stairs) (#7232)
14. Joshua Watson (Joshua Watson) (#7236)
15. Le Secret (The Secret) (#7240)
16. Le Cimetière de Midas (The Twenty-five Graves of Midas) (#7202)
17. Tom Lightfoot (Lightfoot) (#7244)
18. Qui est donc Nellie Handley ? (Alias Nellie Handley) (#7238)
19. Le Prince de papier (The Royal Road) (#7252)
20. Les Saints du dernier jour (A Passage of Saints) (#7204)
21. La Bataille de Mineral Springs (The Battle of Mineral Springs) (#7242)
22. L'Autre Côté de la justice (The Other Face of Justice) (#7246)
23. Ville sans issue (Town of No Exit) (#7250)
24. Whisky voyageur (Danger Road) (#7248)
25. Le Prix d'un rêve (Flight from San Miguel) (#7222)
26. Point contre-point (Point and Counterpoint) (#7208)

## Autour de la série

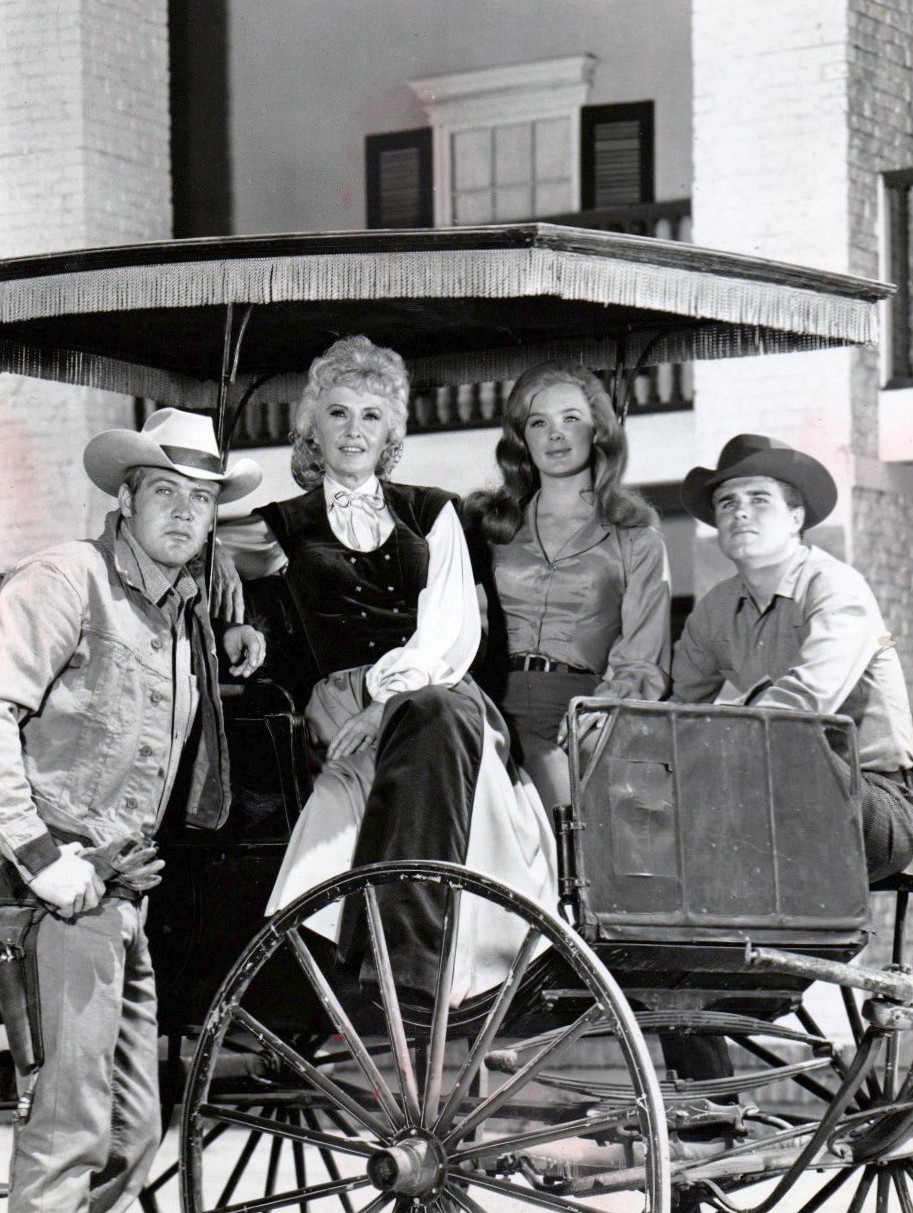
Heath Barkley (Lee Majors), Victoria Barkley (Barbara Stanwyck), Audra Barkley (Linda Evans) et Eugene Barkley (Charles Briles).

Concurrente de Bonanza, cette série connut un grand succès lors de sa diffusion, notamment en raison de la présence de Barbara Stanwyck qui, après une importante carrière cinématographique, faisait ses débuts sur le petit écran. La série est d'ailleurs dominée par la personnalité de l'actrice qui, alors qu'elle était âgée de près de soixante ans, effectua sans doublure toutes les cascades.
À noter que La Grande Vallée a également marqué les débuts de deux autres acteurs de séries télévisées : Lee Majors qui interprètera plus tard Steve Austin dans L'Homme qui valait trois milliards et Linda Evans, qui sera une des héroïnes de Dynastie.

## Sorties DVD
- France : La Grande Vallée, saison 1 (coffret 8 DVD-9, zone 2 Pal) est sortie le 30 octobre 2018 chez TF1 Vidéo en version française uniquement. Le ratio image est en 1,33:1 plein écran. Les 30 épisodes présents ont été restaurés d'après la pellicule 35 mm. S'agissant de copies provenant des chaînes publiques, les versions présentées sont tronquées de plusieurs minutes. Il ne s'agit pas des versions intégrales produites[2].